# Amphilochius thành Iconium

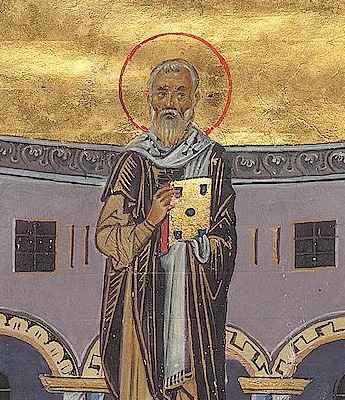
Thánh Amphilochius, giám mục của thành Iconium, từ tác phẩm Menologion của Basil II

Amphilochius thành Iconium (tiếng Hy Lạp: Ἀµφιλόχιος Ἰκονίου) là một giám mục Công giáo sống ở thế kỷ thứ tư. Ông là con trai của một gia đình danh giá có gốc Cappadocia, có lẽ được sinh tại Caesarea, khoảng năm 339/340, và có lẽ đã qua đời trong giai đoạn 394–403. Cha ông là một luật sư lỗi lạc còn mẹ ông, bà Livia, thì có tiếng là dịu dàng và khôn ngoan. Ông được phong thánh, có lễ kính ngày 22 tháng 11. Trong Giáo hội Chính thống giáo, lễ kính của vị thánh này rơi vào ngày 23 tháng 11.
Ông có lẽ là anh em họ của Grêgôriô thành Nazianzus, và đã lớn lên trong môi trường đặc biệt tin kính của tầng lớp quý tộc Kitô giáo ở quê hương ông. Ông học luật ở Antiochia với Libanius, hành nghề tại Constantinople, nhưng sớm từ bỏ để sống một đời sống tin kính ở gần người bạn và họ hàng của ông là "nhà thần học" thành Nazianzus.
Ông sớm trở nên một trong những người gần gũi với Thánh Basiliô thành Caesarea, và dường như đã từng là thành viên của "Thành phố của người nghèo" Kitô giáo mà Basiliô đã xây dựng tại Caesarea. Khoảng đầu năm 374, ông là giám mục của một giáo phận quan trọng là Giáo phận Iconium, có lẽ đã được Basiliô lập ở đó. Basiliô là người mà ông tiếp tục hỗ trợ trong các công tác giáo hội ở Cappadocia cho đến khi Basiliô qua đời (vào năm 379). Kể từ đó, ông giữ quan hệ thân thiết với Grêgôriô  thành Nazianzus, và cùng vị này tham dự Công đồng Constantinopolis (năm 381), nơi Giêrônimô gặp và trò chuyện với ông (De Vir. Bệnh tật, khoảng năm 133).

## Tư tưởng
Trong lịch sử thần học, ông nổi tiếng vì đã bảo vệ giáo lý về thần tính của Chúa Thánh Thần chống lại người Macedonia. Basiliô đã đề tặng dành riêng cho ông tác phẩm của mình Về Chúa Thánh Thần. Ông đã viết một tác phẩm tương tự, hiện đã bị thất lạc. Tuy nhiên, có thể biết rằng ông đã đọc nó cho Giêrônimô nhân cuộc gặp gỡ của họ tại Constantinopolis.
Thần học của Amphilochius thường theo sát các đồng nghiệp ở Cappadocia của ông, và ông định nghĩa Ba Ngôi bằng các đặc tính hạ tĩnh của Chúa Con là thế hệ và Thánh Linh là sự tuần hành. Tuy nhiên, ông đã đổi mới trong việc chỉ định các hypostases bằng một cụm từ mới là "phương thức tồn tại" (τρόποι τῆς ὺπάρξεως). Cách diễn đạt này đã không được sử dụng bởi các Giáo phụ Cappadocia và là một bước tiến để hiểu về Ba Ngôi bằng ngôn ngữ không hướng đến bản chất, mà hướng đến các mối quan hệ. Vào đầu thế kỷ thứ năm, cụm từ này thường được chấp nhận để dùng trong lĩnh vực thần học. Khi nhấn mạnh vào bản chất con người của Đức Kitô, ông đã đi đến kết luận rằng Đức Kitô có hai ý chí và hai bản tính.
Ông rất hăng hái chống lại những người Messalia và góp phần vào việc tiêu diệt nhóm đó. Basiliô, người đã bổ nhiệm ông cho giáo phận của mình, đánh giá cao Amphilochius. Ở thế hệ tiếp theo, Theodoret đã mô tả ông bằng những từ ngữ rất tâng bốc, và ông được các hội đồng trích dẫn vào cuối năm 787. Giêrônimô cũng đưa ông vào  là một trong những người Cappadocia trong danh sách những gương mẫu của Kitô giáo về sự uyên bác thế tục. Vì Amphilochius chỉ bắt đầu học thần học sau khi trở thành giám mục nên các tác phẩm của ông vẫn giữ được sự đơn giản nhất định. Theo Georges Florovsky, điều hiển nhiên là ông không có nền tảng triết học hay mối quan tâm đặc biệt nào trong tác phẩm thần học của mình. Việc viết lách của ông phụ thuộc vào nhu cầu của ông với tư cách là một mục sư và giáo viên trong cuộc đấu tranh chống lại dị giáo. Điều đó nói lên rằng, Florovsky cũng ca ngợi bài viết của ông là "được truyền cảm hứng từ một đức tin bình tĩnh và chân thành" và cách sử dụng thuật hùng biện khéo léo của ông, được mô tả là "gợi nhớ đến nhà Thần học Grêgôriô."
Thái độ của ông đối với phái Arian được minh họa bằng câu chuyện nổi tiếng về lần ông gặp Theodosius I và con trai là Arcadius. Khi Hoàng đế khiển trách ông vì đã không để tâm đến sự hiện diện của người con trai, ông đã nhắc Hoàng đế rằng Chúa của vũ trụ này ghét những ai vô ơn đối với Con ngài, là Đấng Cứu Chuộc họ và Làm Việc Lành cho họ.

## Tác phẩm
Hầu hết các tác phẩm của Amphilochius đã bị thất lạc. Tám bài giảng vẫn còn tồn tại, bao gồm cả bài giảng cổ nhất được biết đến về <i>Lễ Thanh tẩy của Chúa</i> (In Occursum Domini). Bài thuyết giảng ở Midpentecost (Ở Mesopentocostem), đề cập đến lễ của giữa Ngũ tuần là giả mạo. Phong cách và mối quan tâm của ông đối với tính chính xác lịch sử đã đặt Amphilochius vào vị trí người tiền nhiệm của Gioan Kim Khẩu, người có thể đã chịu ảnh hưởng từ ông. Ngoài các bài thuyết giảng của ông, còn có một thư gửi công đồng ở Iconium năm 376, và một tác phẩm giảng dạy (có tính xác thực không đảm bảo) là Epistula Iambica ad Seleucum. Cuốn sách giả Iambics to Seleucus cung cấp một danh mục sơ khai và quan trọng về các tác phẩm quy điển; các đoạn giả khác, hiện được cho là tác phẩm của ông, được lấy từ các bài giảng Kinh Thánh, các lá thư giáo điều và bài viết gây tranh cãi. Luận thuyết Chống lại chủ nghĩa khổ hạnh giả dối (Against False Asceticism) của Amphilochius thành Iconium rõ ràng là đi ngược lại với niềm tin và thông lệ của ' Encratites' và ' Apotactites' của vùng nông thôn Lycaonia. Dường như nó đã được viết vào nửa sau của thập niên 370.
Theo Bardenhewer, tác phẩm thật duy nhất còn lại của ông, Epistola Synodica, là một bức thư chống lại tà giáo ở Macedonia nhân danh các giám mục của Lycaonia, và có lẽ đã được gửi cho các giám mục của Lycia.